# Petrovice (Měčín)
Petrovice jsou vesnice, část města Měčín v okrese Klatovy v Plzeňském kraji. Nachází se asi 3,5 kilometru jižně od Měčína. Prochází zde silnice II/182 a silnice II/191. Je zde evidováno 113 adres. V roce 2011 zde trvale žilo 168 obyvatel.
Petrovice leží v katastrálním území Petrovice u Měčína o rozloze 8,57 km².

## Historie
První písemná zmínka o vesnici pochází z roku 1245.

## Přírodní poměry
Jihozápadně od vesnice se nachází přírodní památka Bejkovna.

## Obyvatelstvo
| Rok            | 1869 | 1880 | 1890 | 1900 | 1910 | 1921 | 1930 | 1950 | 1961 | 1970 | 1980 | 1991 | 2001 | 2011 | 2021 |
| -------------- | ---- | ---- | ---- | ---- | ---- | ---- | ---- | ---- | ---- | ---- | ---- | ---- | ---- | ---- | ---- |
| Počet obyvatel | 572  | 603  | 537  | 581  | 633  | 598  | 523  | 364  | 337  | 275  | 220  | 174  | 147  | 169  | 155  |
| Počet domů     | 77   | 86   | 86   | 84   | 97   | 100  | 107  | 111  | 101  | 96   | 91   | 95   | 93   | 93   | 95   |

## Obecní správa
Při sčítání lidu v letech 1850–1963 Petrovice byly samostatnou obcí v okrese Přeštice. Od roku 1964 jsou částí města Měčín v okrese Klatovy.

## Pamětihodnosti
- Socha svatého Jana Nepomuckého
- Sýpka u domu čp. 8
- Brána usedlosti čp. 9, 11 a 16
- Brána a ohradní zeď usedlosti čp. 7
- Usedlost čp. 10
- Kaple svatého Vojtěcha
- Pomník padlým první a druhé světové války
- Bývalá tvrz[10]